# Mike Naoumenko
Pour les articles homonymes, voir Naoumenko.
Mike Naoumenko de son vrai nom Mikhaïl Vassilievitch Naoumenko (en russe : Михаи́л Васи́льевич Нау́менко), né le 18 avril 1955 à Léningrad en URSS et mort le 27 août 1991 dans la même ville, est un chanteur et auteur-compositeur soviétique. Avec Boris Grebenchtchikov et Viktor Tsoï, il est l'un des pionniers du rock léningradois. Il est fondateur et leader du groupe rock Zoopark.

## Biographie
Fils du professeur de l'Université d'État d'architecture et de génie civil de Léningrad, Mikhaïl Naoumenko fait ses premiers pas dans la chanson à l'école après avoir reçu en cadeau une guitare. Ses modèles à cette époque sont The Beatles, Chuck Berry, Bob Dylan, Marc Bolan et Lou Reed.
Après ses études secondaires, il entame sur insistance des parents les études à l'Université d'État d'architecture et de génie civil de Léningrad, mais abandonne alors qu'il est en quatrième année. Il travaille ensuite comme ingénieur du son au Grand théâtre des marionnettes de Léningrad, puis comme gardien, tout en continuant son activité musicale. Il écrit ses premières chansons en anglais qu'il maitrise assez bien. Il joue dans les groupes rock très peu connus, puis, en 1977-1979, collabore avec l'Aquarium de Boris Grebenchtchikov. Sous influence de ce dernier il commence à écrire les chansons en russe. Avec Grebenchtchikov également, en 1978, il produit son premier album acoustique Tous les frères sont sœurs enregistré avec un magnétophone Mayak-202 en dix exemplaires seulement, qui sont distribués aux amis des musiciens. A plusieurs reprises, avec les musiciens d'Aquarium, Naoumenko forme un groupe provisoire Ensemble vocal et instrumental Chuck Berry, dont le répertoire comporte principalement les morceaux rock 'n' roll.
En été 1979, il part en tournée dans l'oblast de Vologda, avec le groupe Rénovation capitale, puis il entame une carrière solo chantant ses propres chansons accompagné d'une guitare.
En juillet-août 1980, aidé par Boris Grebenchtchikov et le guitariste Viatcheslav Zorine, dans le studio du Grand théâtre des marionnettes de Léningrad, Mike Naoumenko enregistre l'album solo La douce N et les autres regroupant quinze morceaux de rock 'n' roll et blues rock. En automne de la même année par l’intermédiaire d'un des membres d'Aquarium Mikhaïl Feinstein-Vassiliev, il fait la connaissance d'Alexandr Khrabounov (guitare), Nikolaï Alekseïev (bassiste) et Andreï Danilov (batteur), avec qui il fonde la première formation de son groupe Zoopark. Naoumenko continue néanmoins une carrière solo, se produisant notamment au festival de musique d'auteur-compositeur à Riga en été 1981. Lors du premier concert du groupe Kino, en mars 1982, il monte sur scène et accompagne à la guitare Viktor Tsoï qui chante Beatnik. Son second album solo LV sort en juin 1982.
N'étant pas un vocaliste exceptionnel, Mike Naumenko chante dans le registre du récitatif dont le débit se rapproche au maximum de celui de la parole. Il gagne sa popularité surtout grâce à des textes de chansons ironiques et satiriques qui pour la plupart sont écrites à la première personne. Toutefois, dans ses interviews, l'artiste refuse l'amalgame entre sa personnalité et ses textes. Les textes de Mike Naumenko sont souvent fortement inspirés voire directement traduits des chansons occidentales, celles de Bob Dylan, Lou Reed ou encore T. Rex, parfois Naumenko va jusqu'à reproduire la mélodie originale comme, par exemple, dans le cas des Lions d'or ou Appele-moi tôt le matin copiés respectivement de Idiot Wind et Meet Me in the Morning de Dylan. Dans le contexte particulier d'isolement de l'espace musical soviétique, la question du plagiat ne se pose pas.
De nombreuses chansons écrites par Naumenko ont été interprétées par d'autres artistes. Parmi eux Aquarium, Kino, Tchaïf, Secret, Krematorii, Tchij & Co, Alissa, Leningrad, Zemfira et bien d'autres.
Le 14 mars 1991, Mike Naoumenko rencontre pour la dernière fois son public lors du concert d'anniversaire des dix ans du Rock club de Léningrad qui a lieu au Palais des sports Ioubileïny où il chante le Blues de banlieue (Пригородный блюз) issu du premier album studio de Zoopark (N, une ville de province, 1983).
Il existe deux versions concernant sa mort, selon la première une hémorragie cérébrale dont il fut victime a été provoquée par une chute accidentelle, l'autre dit qu'elle s'est produite à la suite d'une agression.
Mike Naoumenko est enterré au cimetière Volkovo de Saint-Pétersbourg.

## Discographie

### avecAquarium
- 1978 : Tous les frères sont sœurs

### avecZoopark
- 1981 : Blues de Moscou
- 1983 : N, une ville de province (Уездный город N)
- 1984 : Ligne blache (Белая полоса)
- 1991 : Musique de film (Музыка для фильма)
- 2000 : Illusions (Иллюзии)
- 2000 : W

### en solo
- 1980 : La douce N et les autres (Сладкая N и другие)
- 1982 : LV

## Dans la culture
Le film Leto de Kirill Serebrennikov raconte la rencontre entre Mike Naumenko et Viktor Tsoi, leader du groupe Kino.